# Marco Fabián
Marco Jhonfai Fabián de la Mora (Zapopan, 21 juli 1989) is een Mexicaans voetballer die doorgaans als middenvelder speelt. Hij verruilde CD Guadalajara in januari 2016 voor Eintracht Frankfurt. Fabián debuteerde in 2012 in het Mexicaans voetbalelftal .

## Clubcarrière
Fabían begon rond zijn zeventiende te spelen in de jeugdopleiding van CD Tapatío. Hij had zich op jonge leeftijd al in de kijker gespeeld bij Club Deportivo Guadalajara, die hem zeker tien jaar in verschillende jeugdelftallen liet meespelen. Op 10 november 2007 maakte hij zijn debuut voor CD Guadalajara in de Primera División in een wedstrijd tegen Jaguares de Chiapas. Op 2 februari 2008 verving Fabián zijn afwezige teamgenoot Ramón Morales in een competitiewedstrijd tegen Monarcas Morelia. In de met 6–0 gewonnen wedstrijd maakte hij zijn eerste doelpunt in de 50e minuut. Zes minuten later werd hij vervangen door Javier Hernández. Fabián bereikte met zijn club in 2010 de finale van de Copa Libertadores, waarin SC Internacional de tegenstander was. De thuiswedstrijd op 11 augustus werd door Guadalajara met 1-2 verloren. In de verlenging van de eerste helft speelde het Mexicaanse middenveld Marco Fabían vrij, die Adolfo Bautista zijn voorzet vervolgens in het doel zag koppen. In de 73e en 76e minuut scoorden de Brazilianen echter. In de tweede wedstrijd werd de score geopend door Fabían. Patricio Araujo schoot de bal richting het strafschopgebied van Internacional, waar Omar Bravo de bal kopte richting Fabián, die de bal met een omhaal in de kruising schoot. Met dit doelpunt zette hij de score over twee wedstrijden op 2–2, wat in verlenging had kunnen resulteren. De wedstrijd eindigde echter in een 3–2 overwinning van Internacional, waardoor Guadalajara de finale met een uiteindelijke score van 5–3 verloor.
Op 3 augustus 2011 scoorde Fabián namens Guadalajara tweemaal in een met 1–4 gewonnen vriendschappelijke wedstrijd tegen het Spaanse FC Barcelona. In 2011, na drie seizoenen bij Guadalajara te hebben gespeeld, had hij een totaal van 23 doelpunten en 19 assists in 122 officiële wedstrijden op zijn naam staan. Fabián werd in december 2013 voor een jaar verhuurd aan Cruz Azul.
Fabián maakte deel uit van de ploeg van Eintracht Frankfurt die op zaterdag 19 mei 2018 de DFB-Pokal won door in de finale Bayern München met 3-1 te verslaan. Het was de eerste grote prijs voor de club in dertig jaar. Fabián kwam tijdens de finale niet in actie.

## Interlandcarrière

### Mexico –20
Op het CONCACAF-kampioenschap onder 20 in 2009 in Trinidad en Tobago maakte Fabián zijn debuut voor het Mexicaans voetbalelftal onder 20. Met het nummer 8 op zijn rug speelde hij drie interlands. In 2011 werd hij opgeroepen voor het voetbalelftal onder 22 voor de Copa América datzelfde jaar. Tijdens de voorbereidingen voor dit toernooi werd hij een van de vervangers genoemd van vijf spelers die namens Mexico deelnamen aan de CONCACAF Gold Cup, maar positief getest waren op clenbuterol. Omdat hij zich moest voorbereiden op de Copa América, zou hij alleen opgeroepen worden wanneer er werkelijke noodzaak toe zou zijn. Hij speelde in de meeste oefenwedstrijden en maakte enkele doelpunten, alvorens hij voor zes maanden geschorst werd wegens het breken van disciplinaire regels in het hotel in Quito waar de spelers tijdens de voorbereidingen verbleven.

### Mexico –23
In 2012 werd Fabián opgeroepen voor het Mexicaans voetbalelftal onder 23. Hij speelde enkele wedstrijden in het kwalificatietoernooi van de CONCACAF voor de Olympische Zomerspelen 2012 in Londen en eindigde daar uiteindelijk als topscorer. Op het Toulon Espoirs-toernooi in 2012, het jaarlijkse voetbaltoernooi voor jeugdelftallen dat in Frankrijk wordt gehouden, werd Turkije in de finale met 3–0 verslagen. Ook in dit toernooi was Fabián de topscorer. Hij maakte zeven doelpunten, waaronder een hattrick tegen Marokko en één tegen Nederland.
In het voetbaltoernooi voor mannen op de Olympische Spelen maakte Marco Fabían één doelpunt. In de met 3–1 gewonnen halve finale tegen Japan scoorde hij de gelijkmaker, nadat Yūki Ōtsu Japan in de 12e minuut op voorsprong had gezet. De finale tegen Brazilië werd met 1–2 gewonnen.

### Mexico
Fabían werd begin 2012 door bondscoach José Manuel de la Torre voor het eerst opgeroepen voor het Mexicaans voetbalelftal . Op 25 januari maakte hij zijn debuut in de met 3-1 gewonnen vriendschappelijke interland tegen Venezuela. Hij speelde wedstrijden in het kwalificatietoernooi voor het Wereldkampioenschap voetbal 2014 en was actief op de CONCACAF Gold Cup 2013. Op 30 januari 2013 maakte hij zijn eerste doelpunt voor Mexico. In een vriendschappelijke interland tegen Denemarken benutte hij in de 68e minuut een strafschop. Fabián scoorde in alle drie de groepswedstrijden van de CONCACAF Gold Cup en plaatste Mexico daarmee bovenin groep A. In de halve finale werd Mexico uitgeschakeld door Panama. Op 9 mei 2014 werd bekendgemaakt dat Fabián onderdeel uitmaakte van de Mexicaanse selectie voor het wereldkampioenschap voetbal 2014 in Brazilië.
| Interlands van Marco Fabían voor Mexico | Interlands van Marco Fabían voor Mexico | Interlands van Marco Fabían voor Mexico | Interlands van Marco Fabían voor Mexico | Interlands van Marco Fabían voor Mexico | Interlands van Marco Fabían voor Mexico | Interlands van Marco Fabían voor Mexico |
| №                                       | Datum                                   | Wedstrijd                               | Uitslag                                 | Competitie                              | Doelpunten                              | Assists                                 |
| Als speler bij C.D. Guadalajara         | Als speler bij C.D. Guadalajara         | Als speler bij C.D. Guadalajara         | Als speler bij C.D. Guadalajara         | Als speler bij C.D. Guadalajara         | Als speler bij C.D. Guadalajara         | Als speler bij C.D. Guadalajara         |
| --------------------------------------- | --------------------------------------- | --------------------------------------- | --------------------------------------- | --------------------------------------- | --------------------------------------- | --------------------------------------- |
| 1                                       | 25 januari 2012                         | Mexico – Venezuela                      | 3 – 1                                   | Vriendschappelijk                       | 0                                       | 2                                       |
| 2                                       | 7 september 2012                        | Costa Rica – Mexico                     | 0 – 2                                   | Kwalificatie WK 2014                    | 0                                       | 0                                       |
| 3                                       | 11 september 2012                       | Mexico – Costa Rica                     | 1 – 0                                   | Kwalificatie WK 2014                    | 0                                       | 0                                       |
| 4                                       | 30 januari 2013                         | Mexico – Denemarken                     | 1 – 1                                   | Vriendschappelijk                       | 1                                       | 0                                       |
| 5                                       | 6 februari 2013                         | Mexico – Jamaica                        | 0 – 0                                   | Kwalificatie WK 2014                    | 0                                       | 0                                       |
| 6                                       | 7 juli 2013                             | Mexico – Panama                         | 1 – 2                                   | CONCACAF Gold Cup                       | 1                                       | 0                                       |
| 7                                       | 11 juli 2013                            | Mexico – Canada                         | 2 – 0                                   | CONCACAF Gold Cup                       | 1                                       | 1                                       |
| 8                                       | 14 juli 2013                            | Martinique – Mexico                     | 1 – 3                                   | CONCACAF Gold Cup                       | 1                                       | 0                                       |
| 9                                       | 20 juli 2013                            | Mexico – Trinidad en Tobago             | 1 – 0                                   | CONCACAF Gold Cup                       | 0                                       | 0                                       |
| 10                                      | 24 juli 2013                            | Panama – Mexico                         | 2 – 1                                   | CONCACAF Gold Cup                       | 0                                       | 1                                       |
| 11                                      | 14 augustus 2013                        | Mexico – Ivoorkust                      | 4 – 1                                   | Vriendschappelijk                       | 0                                       | 0                                       |
| 12                                      | 2 april 2014                            | Verenigde Staten – Mexico               | 2 – 2                                   | Vriendschappelijk                       | 0                                       | 1                                       |
| 13                                      | 28 mei 2014                             | Mexico – Israël                         | 3 – 0                                   | Vriendschappelijk                       | 1                                       | 0                                       |
| 14                                      | 31 mei 2014                             | Mexico – Ecuador                        | 3 – 1                                   | Vriendschappelijk                       | 1                                       | 0                                       |
| 15                                      | 3 juni 2014                             | Mexico – Bosnië en Herzegovina          | 0 – 1                                   | Vriendschappelijk                       | 0                                       | 0                                       |
| 16                                      | 6 juni 2014                             | Mexico – Portugal                       | 0 – 1                                   | Vriendschappelijk                       | 0                                       | 0                                       |
| 17                                      | 13 juni 2014                            | Mexico – Kameroen                       | 1 – 0                                   | WK 2014                                 | 0                                       | 0                                       |
| 18                                      | 17 juni 2014                            | Brazilië – Mexico                       | 0 – 0                                   | WK 2014                                 | 0                                       | 0                                       |
| 19                                      | 23 juni 2014                            | Kroatië – Mexico                        | 1 – 3                                   | WK 2014                                 | 0                                       | 0                                       |
| 20                                      | 6 september 2014                        | Chili – Mexico                          | 0 – 0                                   | Vriendschappelijk                       | 0                                       | 0                                       |
| 21                                      | 9 september 2014                        | Bolivia – Mexico                        | 0 – 1                                   | Vriendschappelijk                       | 0                                       | 0                                       |
| 22                                      | 9 oktober 2014                          | Mexico – Honduras                       | 2 – 0                                   | Vriendschappelijk                       | 0                                       | 1                                       |
| 23                                      | 12 oktober 2014                         | Mexico – Panama                         | 1 – 0                                   | Vriendschappelijk                       | 0                                       | 0                                       |
| 24                                      | 30 mei 2015                             | Mexico – Guatemala                      | 3 – 0                                   | Vriendschappelijk                       | 0                                       | 0                                       |
| 25                                      | 3 juni 2015                             | Peru – Mexico                           | 1 – 1                                   | Vriendschappelijk                       | 0                                       | 0                                       |
| 26                                      | 7 juni 2015                             | Brazilië – Mexico                       | 2 – 0                                   | Vriendschappelijk                       | 0                                       | 0                                       |
| 27                                      | 19 juni 2015                            | Mexico – Ecuador                        | 1 – 2                                   | Copa América                            | 0                                       | 0                                       |
| 28                                      | 25 maart 2016                           | Canada – Mexico                         | 0 – 3                                   | Kwalificatie WK 2018                    | 0                                       | 0                                       |
| 29                                      | 29 maart 2016                           | Mexico – Canada                         | 2 – 0                                   | Kwalificatie WK 2018                    | 0                                       | 0                                       |

Bijgewerkt op 26 april 2016.

## Erelijst
Mexico –23
- Olympische Zomerspelen

2012
 Mexico
- CONCACAF Gold Cup

2011